# Сент-Майклс-Маунт
Сент-Майклс-Маунт (англ. St Michael’s Mount — гора святого Михаила) — остров и место бывшего монастыря в Корнуолле (Англия). Образует собой общину. Местное, корнуэльское, название острова — корн. Karrek Loos yn Koos, что переводится, как «Серая скала в лесу».
Знаменит тем, что монастырь полностью занимает небольшой полностью неприступный остров, попасть на который можно только во время отлива, идя по специально проложенной по дну залива дорожке, вымощенной камнем.
Монастырь основан на острове монахами-бенедиктинцами в XII веке.
Остров представляет собой скалу из сланцев и гранита, выступающую из моря в 366 метрах от берега в заливе Маунт-Бей, близ корнуоллского побережья Великобритании в 5 километрах восточнее города Пензанс.

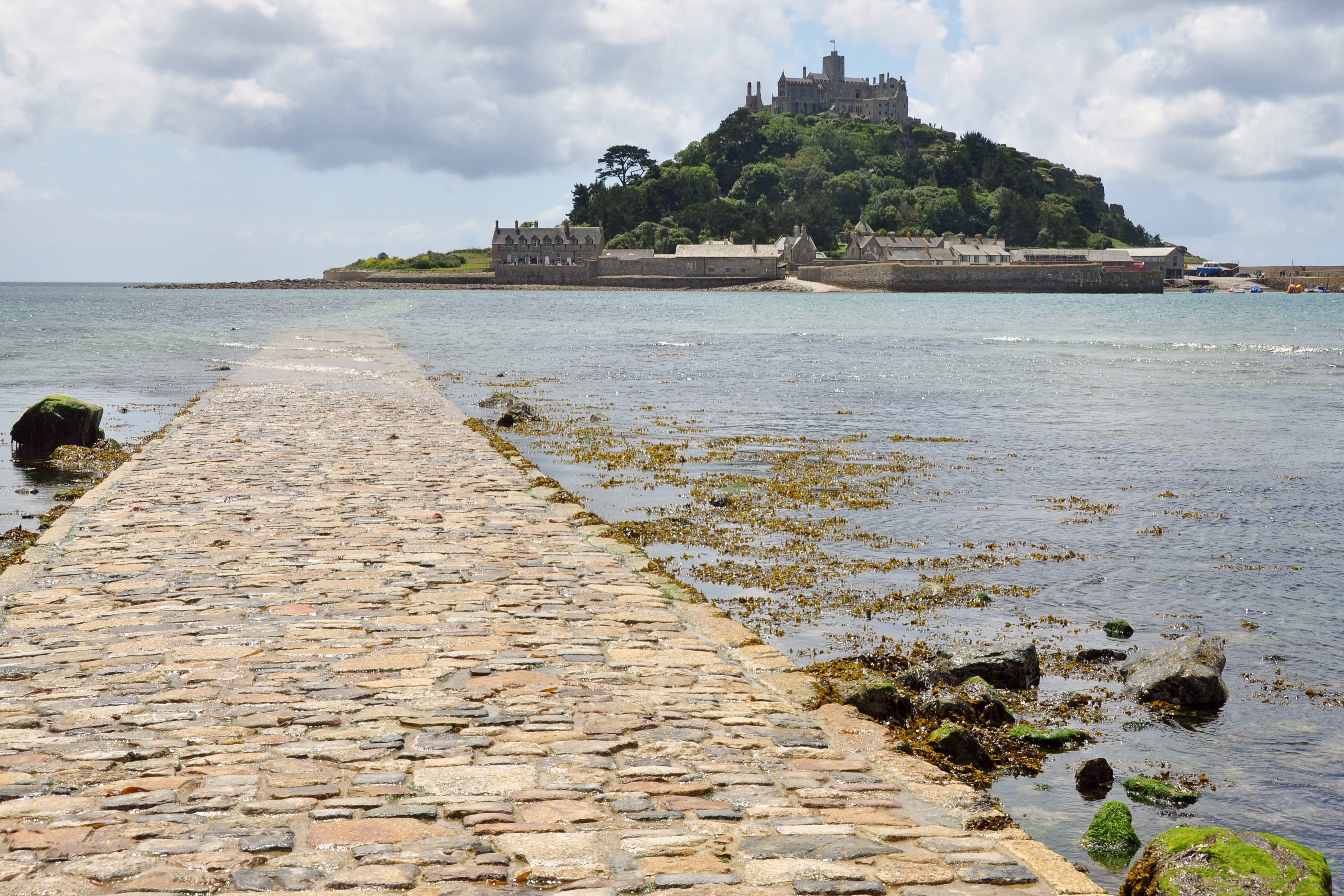
Та самая дорожка, по которой можно попасть на остров только во время отлива

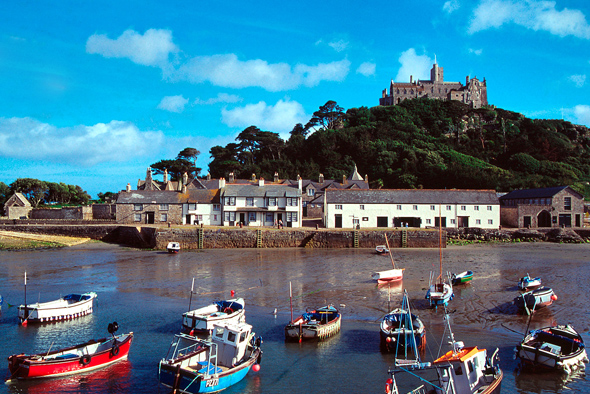
Сент-Майклс-Маунт, Корнуолл, 2005

Титул баронета Сент-Обина из Сент-Майклс-Маунта в графстве Корнуолл (Баронетство Соединенного Королевства) был создан 31 июля 1866 года для отца первого барона Сент-Леван, Эдварда Сент-Обина.